# Poolampatti
Poolampatti es una ciudad y nagar Panchayat situada en el distrito de Salem en el estado de Tamil Nadu (India). Su población es de 9477 habitantes (2011). Se encuentra a orillas del río Kaveri.

## Demografía
Según el censo de 2011 la población de Poolampatti era de 9477 habitantes, de los cuales 4769 eran hombres y 4708 eran mujeres. Poolampatti tiene una tasa media de alfabetización del 67,25%, inferior a la media estatal del 80,09%: la alfabetización masculina es del 77,36%, y la alfabetización femenina del 57,04%.